# Ferrata Sandro Pertini
La via ferrata Sandro Pertini (in tedesco Sandro-Pertini-Klettersteig) è stata una via ferrata che collegava Selva di Val Gardena al rifugio Stevìa nel gruppo del Puez, in provincia di Bolzano, in Italia.

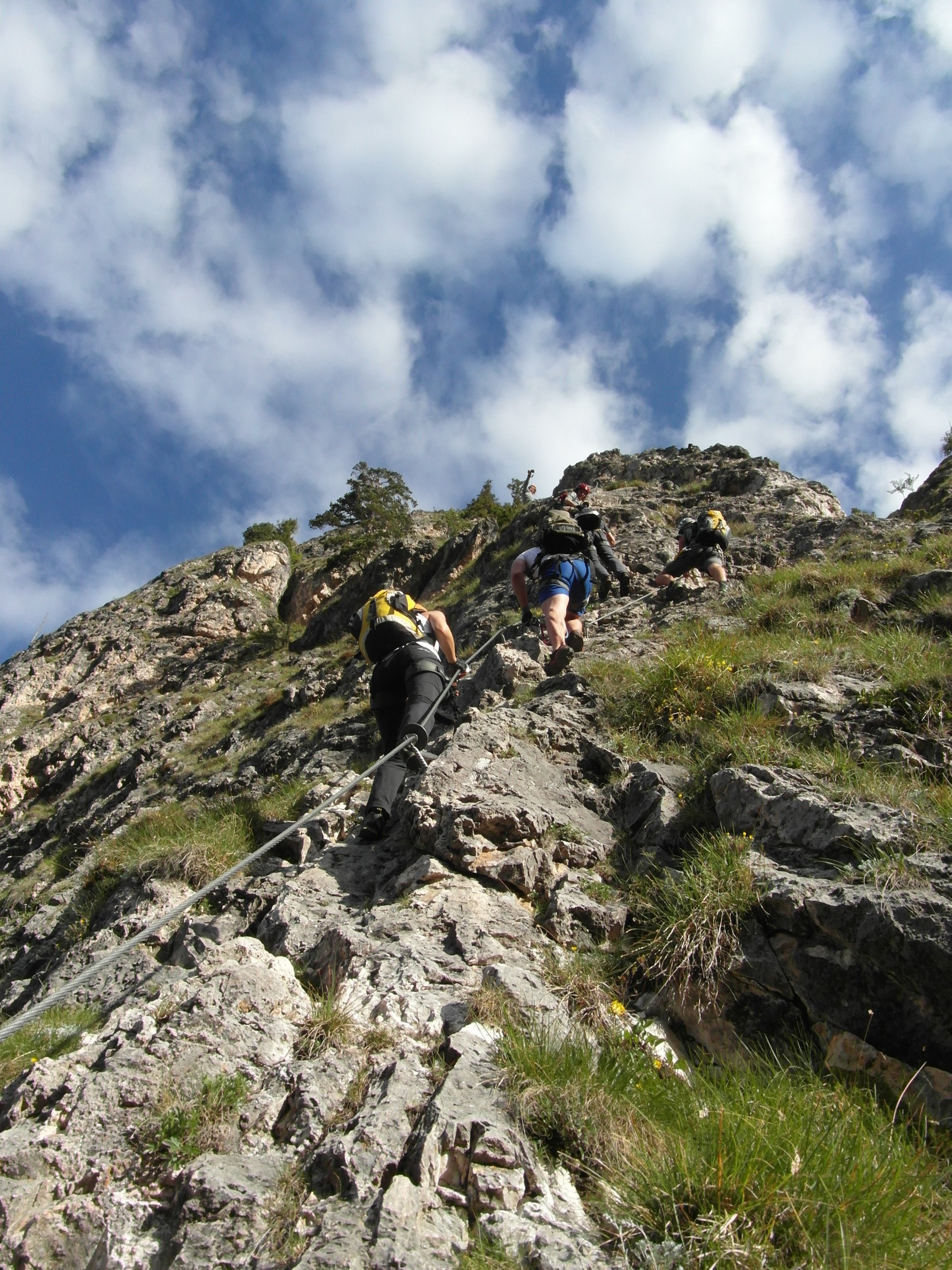
L'attacco della via ferrata

La via, intitolata a Sandro Pertini, venne demolita a fine 2014 a seguito di una sentenza del Consiglio di Stato emessa nel 2012 e di una delibera del consiglio provinciale di Bolzano, era considerata abbastanza impegnativa: la salita durava circa 3 ore, mentre la discesa circa la metà.

## Descrizione del percorso

### Avvicinamento

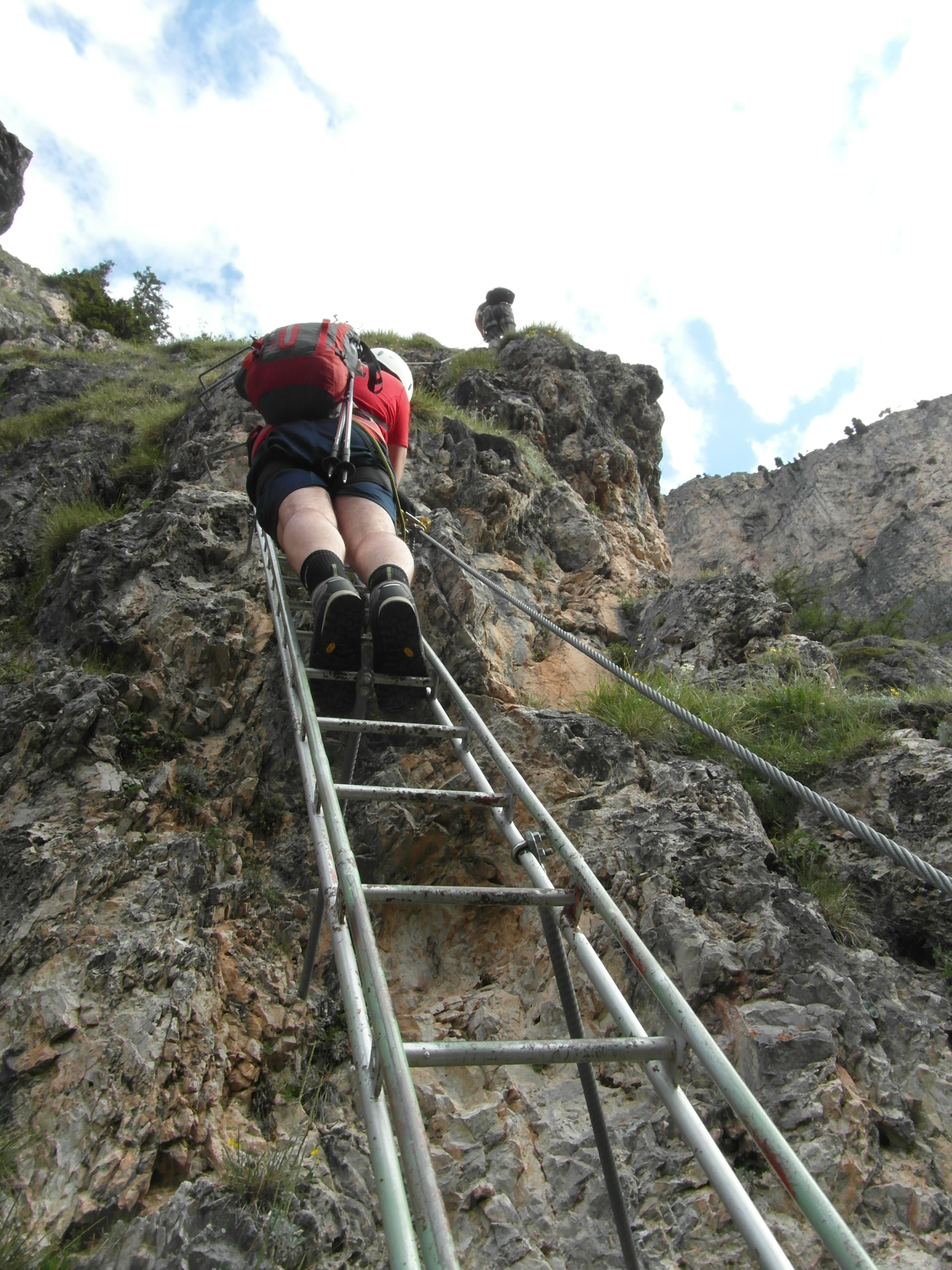
Una delle scalette lungo la via

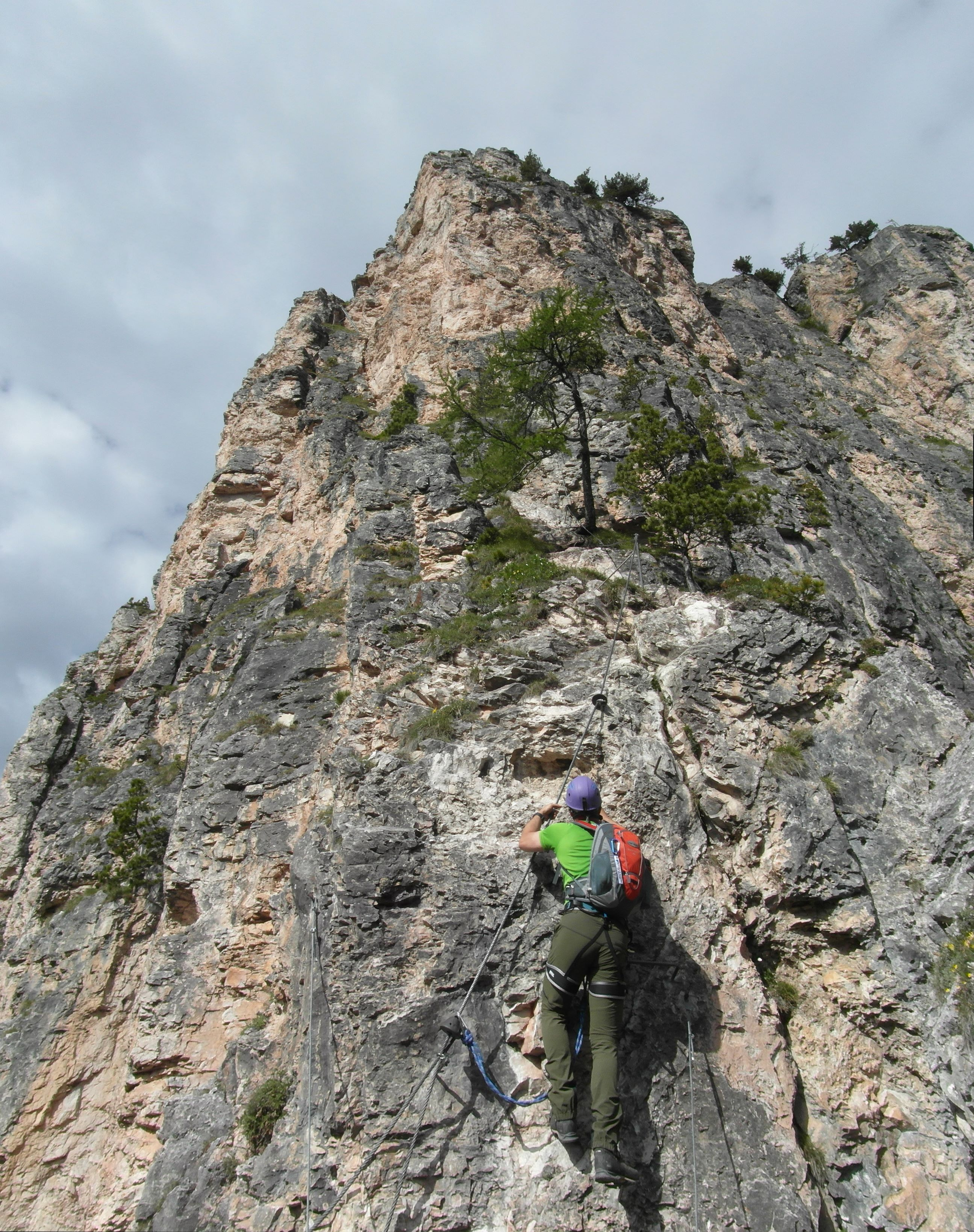
Verso la fine della via

Per raggiungere l'inizio della via ferrata, si doveva dapprima raggiungere Selva di Val Gardena, nei pressi della zona chiamata Vallunga, all'interno del parco naturale Puez-Odle.
L'itinerario partiva dalla baita chiamata “La Ciajota” (1650 m). Da qui si procedeva dentro la valle e si prendeva il sentiero di sinistra (quello sulla destra conduce alla cappella di San Silvestro). Da qui si iniziava a salire, fino ad arrivare ad un piccolo ometto che segnava il sentiero per accedere all'attacco della via ferrata.

### Via ferrata
La via ferrata partiva dalle pareti a sud-est della Vallunga (Langental), con più precisione sullo sperone di roccia denominato Crep dla Port, a sinistra della gola Valacia.
La via iniziava senza alcun cavo di sicurezza per pochi metri, superando alcune facili roccette. In seguito si metteva subito in sicurezza iniziando a salire in quota su di una parete verticale, cosa che accomunava quasi tutta la via, assieme alla vista sul Sassolungo. Questo primo tratto risultava maggiormente facile data la presenza di poche placche levigate, di molti facili appigli, di alcune placche metalliche e scale che aiutano l'escursionista. Così si raggiungeva circa la metà del percorso attraversando una grande cengia erbosa.
Successivamente la via proseguiva con una maggiore esposizione e perpendicolarità, ma rimaneva agevole anche grazie alla presenza di staffe e di un'altra scaletta. In seguito si procedeva con una varietà tra pareti verticali con appoggi e passaggi verso la sinistra anche in diagonale. Man mano che si saliva la roccia cambiava, facilitando l'ascesa.
Ci si avvicinava così alla base del torrione finale, dove per giungersi si doveva superare un interessante spigolo oltre ad un ponte formato da una scala in orizzontale. Questo torrione, alto pressappoco 50 metri, risultava interessante dal punto di vista alpinistico, ma comunque facilitato dalla presenza di staffe e appigli naturali. Salito questo gran diedro, si giungeva in breve a una nicchia naturale ove si trovava il libro di vetta e due raffigurazioni della Madonna. Poco dopo la via ferrata finiva (2140 m) e per raggiungere il rifugio Stevìa a 2312 m si necessitavano altri 20 minuti circa. Dal rifugio si possono ammirare alcune delle maggiormente note cime dolomitiche: il Catinaccio, il Sassolungo, il gruppo del Sella, il gruppo del Cir ed il castello del Chedul. Al di sotto di queste si possono comunque osservare la Vallunga ed il paese di Selva.

## Ritorno
Per il ritorno, partendo dal rifugio Stevìa si scendeva lungo il sentiero 17; in seguito si aveva la possibilità di scegliere tra due alternative per ritornare al parcheggio:
- prendendo il sentiero 17
- prendendo il sentiero 17A